# Мохаммед Ия
Мохаммед Ия (фр. Mohammed Iya, 25 августа 1950, Гаруа, Камерун) – камерунский футбольный функционер, президент Камерунской федерации футбола (2000-2013), бизнесмен.
Генеральный директор хлопковой компании "Sodecotton".
В 1986 году был одним из организаторов создания футбольного клуба "Котон Спорт" (Гаруа).
В 1998-2000 годах входил в состав руководства федерации футбола Камеруна. С 2000 года – президент федерации, переизбирался на этот пост в 2005 и 2009 годах.
В сентябре 2015 г. был признан виновным в хищении государственных средств и приговорен к 15 годам лишения свободы.